# Kapittel van Sint-Lambertus
Het kapittel van Sint-Lambertus was het domkapittel, ook wel kathedraal kapittel, dat van circa 978 tot 1793 verbonden was aan de Sint-Lambertuskathedraal in de Belgische stad Luik.

## Geschiedenis

### Stichting van het domkapittel
Waarschijnlijk was het bisschop Notger, die in 978 het Luikse domkapittel stichtte. Omstreeks het jaar 1000 begon Notger tevens met de bouw van een nieuwe kathedrale kerk met een ruime crypte voor de relikwieën van de vereerde heiligen, de Ottoonse Sint-Lambertuskathedraal. De oprichting van het domkapittel door Notger was onderdeel van een veel grotere inspanning. Notger was afkomstig uit de kringen rond keizer Otto I van het Heilige Roomse Rijk. Op 27 oktober 971 werd hij door deze keizer aangesteld tot bisschop van Luik, een onderdeel van dit rijk. Tijdens het bewind van de Rooms-Duitse keizers uit de Ottoonse dynastie speelde hij een belangrijke politieke rol in de strijd tegen de naar autonomie strevende feodale geslachten in het hertogdom Lotharingen. Notger verwierf de graafschappen Hoei (in 985) en Bruningerode (in 987), en mocht daar door een beschikking van keizer Otto II de grafelijke rechten uitoefenen. Op die manier vestigde hij de facto het Luikse vorstendom en mocht hij terecht de titel prins-bisschop voeren.
Prins-bisschop Notger was een groot organisator en beschermer van letteren, kunsten en wetenschappen. Onder zijn bewind onderging de stad Luik een grondige metamorfose, door de aanleg van een indrukwekkende versterkingsgordel met stadsmuren en poorten, de stichting van verschillende nieuwe (kapittel)kerken, waaronder de Sint-Denijskerk, de Sint-Adalbertuskerk, de Sint-Jankerk en de Heilig Kruiskerk, en de herbouw van de Sint-Lambertuskathedraal en de middeleeuwse voorganger van het Paleis van de Prins-bisschoppen.

### Bloei van het kapittel
De kathedraalschool van Luik of domschool van het Sint-Lambertuskapittel is eveneens door prins-bisschop Notger opgericht. De school stond onder leiding van een scholaster, die tevens lid was van het kapittel. Bekende scholasters van deze domschool waren Heriger van Lobbes, Waso van Luik en Adelman van Luik. De Luikse kathedraalschool maakte haar grootste bloei door in de 11e eeuw, toen de domschool leerlingen trok uit alle delen van Europa. Een van de domproosten uit die periode was Humbertus, die door zijn grafkruis vooral bekend is gebleven als proost van Sint-Servaas en bouwheer van de Sint-Servaaskerk in Maastricht.

### Einde van het kapittel
In augustus 1789, een maand na de Franse Revolutie, vond de Luikse Omwenteling plaats, waarbij de prins-bisschop werd verdreven en het domkapittel werd opgeheven. In 1794 verwoestten Luikse burgers, samen met Franse revolutionairen, de gotische Sint-Lambertuskathedraal, het gehate symbool van het ancien régime. Bij het herstel van het bisdom in het begin van de 19e eeuw werd het kapittel van Sint-Lambertus niet heropgericht.

## Organisatie van het kapittel

Bisdom Luik (groen) en Prinsbisdom Luik (rood) voor 1559

### Omvang van het kapittel
Vanaf de hoge middeleeuwen telde het kapittel van Sint-Lambertus 60 kanunniken of koorheren, waarmee dit het grootste kapittel in het bisdom Luik was. Ter vergelijking: aan het machtige kapittel van Sint-Servaas in Maastricht waren 40 prebenden verbonden; de meeste kapittels telden tussen de 20 en 30 kanunniken. Het gremium bestond uit de domproost en de deken en verder onder andere uit een custos (schatbewaarder), een scholaster (hoofd van de domschool) en een cantor (koormeester).

### Benoemingsrecht en bezittingen
De prins-bisschop, de paus en de keizer hadden het recht kanunniken te benoemen. Het domkapittel (en andere belangrijke kapittels) was zeer geschikt om de jongere zonen van adellijke families met enig aanzien en een gepast inkomen te bezorgen, vanwege de prebenden (inkomsten verbonden aan een zetel in een kapittel) en beneficies, terwijl zijzelf of hun familie als tegenprestatie een aardige som geld, land of andere inkomsten bijdroegen aan het kapittel. Over de bezittingen van het kapittel is weinig bekend maar deze moeten omvangrijk zijn geweest om 60 prebenden te genereren. Uit 1288 dateert een document, waarin de ruil van kapittelgoederen in Jupille-sur-Meuse (wellicht Pepinidisch koningsgoed) met bisschoppelijke bezittingen in Amay geregeld wordt.

### Taken van het kapittel
Het kapittel van Sint-Lambertus werkte als zelfstandig rechtspersoon nauw samen met de prins-bisschop, die tevens lid van het kapittel was. Het domkapittel ondersteunde de bisschop bij de leiding van het bisdom, dat bestond uit verschillende aartsdiakonaten (Kempenland, Haspengouw, Brabant, Henegouwen, Condroz, Famenne en Ardennen). Leden van het kapittel hadden de leiding over een bepaald aartsdiakonaat. In bepaalde bestuurlijke aangelegenheden had het kapittel instemmings- of adviesrecht.
De hoofdtaak van het domkapittel was echter het koorgebed en het verzorgen van de liturgie van de kathedraalkerk. In de 13e eeuw werden twee gespecialiseerde "onderkapittels" opgericht, die een deel van de geestelijke taken van de kanunniken overnamen, het kapittel van de Kleine Tafel en dat van Sint-Maternus. De geestelijken verbonden aan deze "kleine kapittels" waren afkomstig uit de lagere standen en ontvingen in ruil voor hun werk een "kleine prebende", veel minder dan de veelal adellijke kanunniken.

### Politieke rol
De politieke rol van het domkapittel was drievoudig:
- De kanunniken verkozen de prins-bisschop, legden hem een eed op en later een capitulation.
- Als de bisschopszetel vacant was, de tijd tussen het overlijden van een prins-bisschop en de inauguratie van zijn opvolger, benoemden zij een zogenaamde mambour, die het land tijdelijk bestuurde.[5]
- Het kapittel leverde de belangrijkste medewerkers aan de prins-bisschop, kwam tussenbeide bij de benoeming van andere en oefende de macht uit, als de prins-bisschop niet in het land was.

## Proosten, dekens, aartsdiakens en kanunniken

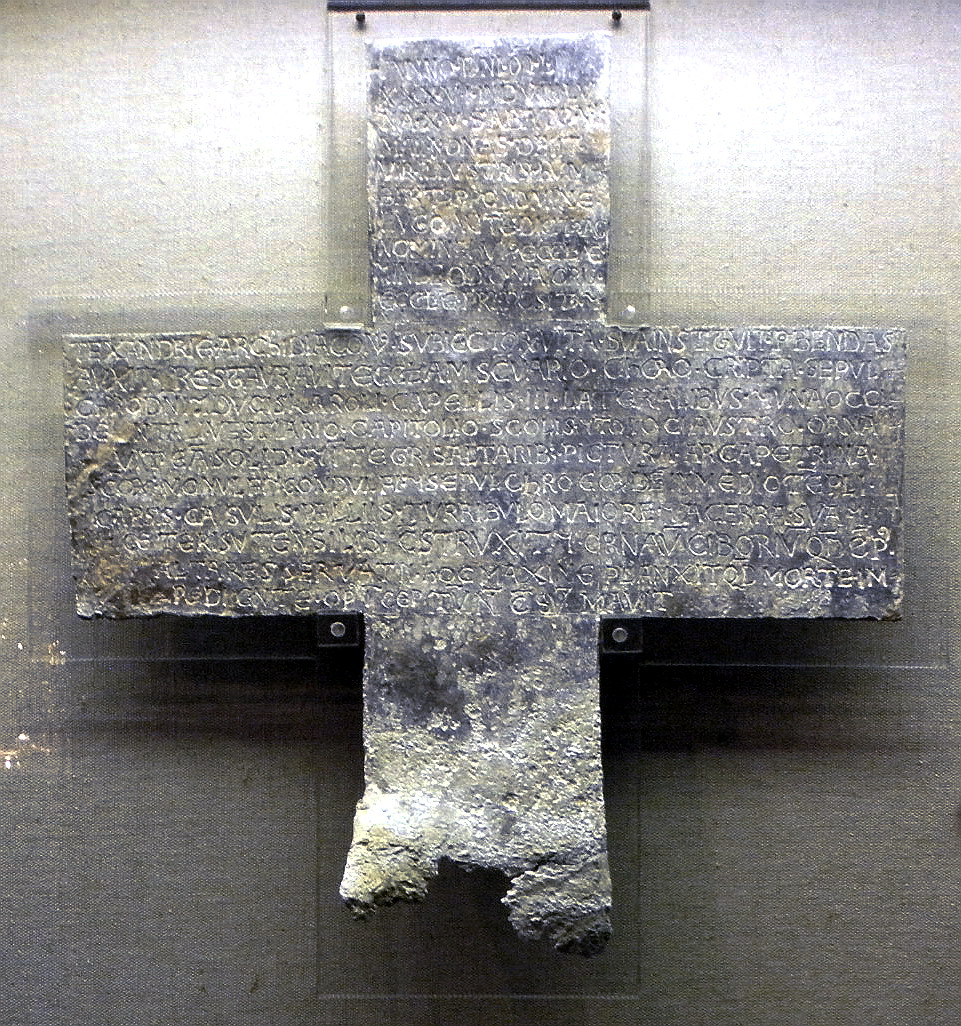
Grafkruis proost Humbertus (1086)

Een benoeming tot kanunnik aan het Luikse domkapittel was in het prinsbisdom Luik een belangrijke politieke en geestelijke functie en vormde vaak een 'opstapje' voor andere hoge geestelijke ambten in het Maas-Rijngebied. Veel kanunniken van Sint-Lambertus hadden tevens inkomsten uit kanunnikaten bij andere kapittels in Luik, Hoei, Tongeren, Maastricht, Aken of elders. Zeker tien domproosten werden gekozen tot prins-bisschop van Luik.
Van de vele honderden kanunniken van het Luikse domkapittel, veelal afkomstig uit bekende Maaslandse adellijke geslachten, kunnen genoemd worden:
- Adelbold II: kanunnik en aartsdiaken; vanaf 1010 bisschop van Utrecht
- Anselmus van Luik, deken ca. 1050
- Franco van Luik: scholaster, wiskundige en proost van het kapittel van Onze-Lieve-Vrouw in Maastricht
- Humbertus; proost ca. 1050-1086; tevens proost van Sint-Servaas in Maastricht
- Otbert van Luik: kanunnik; vanaf 1091 prins-bisschop van Luik
- Alger van Luik: kanunnik en hoofd van de kathedraalschool (begin 12e eeuw)
- Alexander I van Gulik: kanunnik en vanaf 1111 aartsdiaken van Haspengouw; tevens proost van Sint-Bartolomeüs en van Sint-Maarten; vanaf 1128 prins-bisschop van Luik
- Albert van Leuven: vanaf 1178 kanunnik; in 1192 prins-bisschop-elekt van Luik
- Lotharius van Hochstaden: tot ca. 1192 kanunnik en deken; tevens proost van Sint-Servaas in Maastricht, proost van het Cassius-stift in Bonn en proost van de Lebuïnuskerk in Deventer; vanaf 1192 prins-bisschop van Luik
- Albert van Cuyck: aartsdiaken vanaf 1181; tevens proost van Sint-Paulus in Luik; vanaf 1195 prins-bisschop van Luik
- Theodorus van Celles: vanaf circa 1192 kanunnik; stichtte in 1211 in Hoei de Orde van het Heilig Kruis (Kruisheren)
- Otto van Everstein: kanunnik; van 1238 tot 1240 elekt van Luik; tevens proost van Sint-Servaas in Maastricht, domproost in Aken, domproost van Xanten, proost van Sint-Andreas in Keulen en proost van Sint-Vitus in Emmerik
- Jan en Engelbert van Schoonvorst: kanunniken (eind 14e eeuw); tevens proosten van Sint-Servaas in Maastricht
- Jan van Heinsberg: aartsdiaken van Kempenland; tevens proost van Sint-Servaas; vanaf 1419 prins-bisschop van Luik
- Jan van Eynatten: kanunnik; vanaf 1480 tevens proost van Sint-Servaas
- Arnould van Sprolant: kanunnik en schatbewaarder (na 1523-1539)
- Theodoricus Hezius: kanunnik vanaf 1524; vanaf 1529 inquisiteur, o.a. in Maastricht en Aken
- Gerard van Groesbeek: deken 1548-1562?; vanaf 1564 prins-bisschop van Luik; vanaf 1578 kardinaal
- Lodewijk van Berlaymont: kanunnik; vanaf 1570 aartsbisschop van Kamerijk
- Willem van Bergen: deken; vanaf 1597 bisschop van Antwerpen; vanaf 1601 aartsbisschop van Kamerijk
- Arnold Wachtendonck: deken vóór 1605; naamgever Wachtendonckse Psalmen
- Johan Lodewijk van Elderen: deken 1669-1686; vanaf 1688 prins-bisschop van Luik
- Jan Ferdinand de Méan: kanunnik, vanaf 1686 deken; tevens proost van Sint-Paulus in Luik en Sint-Servaas in Maastricht
- George Lodewijk van Bergen: kanunnik (1695-1724); daarna prins-bisschop van Luik
- Karel Nicolaas Alexander d'Oultremont: kanunnik (1733-1763); daarna prins-bisschop van Luik
- Franciscus Karel van Velbrück: kanunnik (1735-1772); daarna prins-bisschop van Luik
- Cesar van Hoensbroeck: kanunnik (1751-1784); daarna prins-bisschop van Luik
- César Constantin Maria de Méan: kanunnik; van 1792-94 grootkanselier van Luik